# Werner Groß (Richter, 1910)
Werner Groß (* 14. März 1910 in Magdeburg; † 6. April 1983 in Lüneburg) war ein deutscher Richter und Staatssekretär in Niedersachsen.

## Leben
Groß studierte an der Albertus-Universität Königsberg und an der Ludwig-Maximilians-Universität München Rechtswissenschaft. Groß war Mitglied der SPD und der Landsmannschaft Hammonia-Marko Natangia Hamburg (ab 1953 als Nachfolge der Königsberger Landsmannschaft Marko Natangia). 1937 heiratete er seine Ehefrau Ruth geborene Weber, mit der er drei Kinder hat. Von 1936 bis 1951 war er im Verwaltungsdienst in Preußen, Schleswig-Holstein und zuletzt als Regierungsdirektor in Niedersachsen tätig. 1951 bis 1958 war er Senatspräsident beim Oberverwaltungsgericht Lüneburg für die Bundesländer Niedersachsen und Schleswig-Holstein. 1957 bis 1964 Mitglied des Niedersächsischen Staatsgerichtshofs und 1958 bis 1964 Präsident des Verwaltungsgerichts Braunschweig. Anschließend von 1964 bis 1970 als Staatssekretär unter Ministerpräsident Georg Diederichs in der Niedersächsischen Staatskanzlei. 1971 bis 1976 wird er wieder Mitglied des Staatsgerichtshofs in Niedersachsen und war 1972 bis 1974 dessen Vizepräsident und von 1974 bis 1976 Präsident.

## Auszeichnungen
- 1971 Großes Bundesverdienstkreuz
- 1976 Großes Bundesverdienstkreuz mit Stern